# Hardwired… to Self-Destruct
Albums de Metallica
Lulu
(2011) 72 Seasons
(2023)
Singles
1. Hardwired
Sortie : 18 août 2016
2. Moth Into Flame
Sortie : 26 septembre 2016
3. Atlas, Rise!
Sortie : 31 octobre 2016
4. Now That We're Dead (en)
Sortie : 18 avril 2017
5. Spit Out the Bone
Sortie : 14 novembre 2017
6. Halo on Fire
Sortie : 12 décembre 2018

Hardwired…to Self-Destruct est le dixième album studio du groupe de thrash metal Metallica, sorti le 18 novembre 2016. Il est produit par Greg Fidelman (en).
C'est le premier album studio de Metallica depuis Death Magnetic en 2008 et Lulu avec Lou Reed en 2011, leur second double album (après Lulu) et leur premier à sortir via leur label indépendant, Blackened Recordings.

## Sortie et promotion
L'album est sorti le 18 novembre 2016 dans le monde entier. Sa sortie est précédée la veille par la publication sur internet de clips vidéo pour chacun des douze morceaux.

## Accueil

### Critique
L'album a été bien accueilli par la critique, avec une note de 73/100 par l'agrégateur de notes Metacritic, pour 27 critiques.

### Ventes
La semaine de sa sortie l'album est classé 1re des ventes américaines avec l'équivalent de 291 000 exemplaires vendus.

## Liste des titres
Toutes les chansons sont écrites et composées par James Hetfield et Lars Ulrich, sauf ManUNkind, par Hetfield, Ulrich et Robert Trujillo.
| 1. | Hardwired                | 3:09 |
| 2. | Atlas, Rise!             | 6:31 |
| 3. | Now That We're Dead (en) | 6:59 |
| 4. | Moth Into Flame          | 5:50 |
| 5. | Dream No More            | 6:29 |
| 6. | Halo on Fire             | 8:15 |

| 7.  | Confusion          | 6:41 |
| 8.  | ManUNkind          | 6:55 |
| 9.  | Here Comes Revenge | 7:17 |
| 10. | Am I Savage?       | 6:29 |
| 11. | Murder One         | 5:45 |
| 12. | Spit Out the Bone  | 7:09 |

### Édition Deluxe
Les pistes 5 à 13 ont été enregistrées au Rasputin Music à Berkeley (Californie) le 16 avril 2016. La 14e piste a été enregistrée à l'U.S. Bank Stadium à Minneapolis (Minnesota) le 20 août 2016.
| No | Titre                                           | Auteur                                 | Durée |
| -- | ----------------------------------------------- | -------------------------------------- | ----- |
| 1. | Lords of Summer                                 | Hetfield, Ulrich, Trujillo             | 7:03  |
| 2. | Ronnie Rising Medley (reprise de Rainbow)       | Dio, Blackmore, Powell                 | 9:03  |
| 3. | When a Blind Man Cries (reprise de Deep Purple) | Blackmore, Gillan, Glover, Lord, Paice | 4:35  |
| 4. | Remember Tomorrow (reprise d'Iron Maiden)       | Harris, Di'Anno                        | 5:50  |
| 5. | Helpless (live, reprise de Diamond Head)        | Harris, Tatler                         | 3:08  |
| 6. | Hit the Lights (live)                           | Hetfield, Ulrich                       | 4:06  |
| 7. | The Four Horsemen (live)                        | Hetfield, Ulrich, Mustaine             | 5:19  |

| No  | Titre                           | Auteur                             | Durée |
| --- | ------------------------------- | ---------------------------------- | ----- |
| 8.  | Ride the Lightning (live)       | Hetfield, Ulrich, Mustaine, Burton | 6:56  |
| 9.  | Fade to Black (live)            | Hetfield, Ulrich, Burton, Hammett  | 7:24  |
| 10. | Jump in the Fire (live)         | Hetfield, Ulrich, Mustaine         | 5:13  |
| 11. | For Whom the Bell Tolls (live)  | Hetfield, Ulrich, Burton           | 4:32  |
| 12. | Creeping Death (live)           | Hetfield, Ulrich, Burton, Hammett  | 6:43  |
| 13. | Metal Militia (live)            | Hetfield, Ulrich, Mustaine         | 6:07  |
| 14. | Hardwired (live in Minneapolis) | Hetfield, Ulrich                   | 3:30  |

## Composition du groupe
- James Hetfield – chant, guitare rythmique, second solo sur Now That We're Dead, producteur
- Kirk Hammett – guitare solo
- Robert Trujillo – basse, chœurs sur Dream No More
- Lars Ulrich – batterie, producteur

## Production
- Greg Fidelman – production, mixage, enregistrement
- Dave Collins – mastering
- Turner Duckworth – conception de la couverture
- Mike Gillies - enregistrement supplémentaire
- Jason Gossman – montage numérique
- Herring & Herring – photographie, direction créative
- Sara Lyn Killion - enregistrement supplémentaire
- Ken Matcke – assistant ingénieur
- Dan Monti – montage numérique
- Jim Monti – montage numérique

### Classements
| Classement (2016)                     | Meilleure place |
| ------------------------------------- | --------------- |
| Allemagne (Media Control AG)          | 1               |
| Australie (ARIA)                      | 1               |
| Autriche (Ö3 Austria Top 40)          | 1               |
| Belgique (Flandre Ultratop)           | 1               |
| Belgique (Wallonie Ultratop)          | 1               |
| Canada (Canadian Albums)              | 1               |
| Danemark (Tracklisten)                | 1               |
| États-Unis (Billboard 200)            | 1               |
| États-Unis (Top Rock Albums)          | 1               |
| Espagne (Promusicae)                  | 2               |
| Finlande (Suomen virallinen lista)    | 1               |
| France (SNEP)                         | 1               |
| Irlande (IRMA)                        | 1               |
| Italie (FIMI)                         | 4               |
| Norvège (VG-lista)                    | 1               |
| Nouvelle-Zélande (RIANZ)              | 1               |
| Pays-Bas (Mega Album Top 100)         | 1               |
| Portugal (AFP)                        | 1               |
| Royaume-Uni (UK Albums Chart)         | 2               |
| Royaume-Uni (UK Rock and Metal Chart) | 1               |
| Suède (Sverigetopplistan)             | 1               |
| Suisse (Schweizer Hitparade)          | 1               |